# Стеблинский, Сергей Васильевич
Сергей Васильевич Стеблинский (27 июля 1919 года — 22 декабря 2004 года) — советский офицер-артиллерист во время Великой Отечественной войны, Герой Советского Союза (22.02.1944). Полковник.

## Биография
Родился 27 июля 1919 года в Нальчике. Окончил среднюю школу и аэроклуб, после чего поступил в Ейскую военно-морскую авиационную школу лётчиков, но вскоре по болезни был отчислен. Учился в Московском химико-технологическом институте им. Д. И. Менделеева. Окончил 3 курса.
В октябре 1941 года призван на службу в Рабоче-крестьянскую Красную Армию. В 1942 году окончил курсы младших лейтенантов. С августа 1942 года — на фронтах Великой Отечественной войны.
К сентябрю 1943 года гвардии лейтенант Сергей Стеблинский командовал батареей 53-го гвардейского артиллерийского полка 25-й гвардейской стрелковой дивизии 6-й армии Юго-Западного фронта. Отличился во время битвы за Днепр. 26 сентября 1943 года батарея Стеблинского успешно переправилась через Днепр к югу от Днепропетровска и приняла активное участие в боях за захват и удержание плацдарма на его западном берегу, отразив 12 немецких контратак.
Указом Президиума Верховного Совета СССР от 22 февраля 1944 года за «мужество и героизм, проявленные на фронте борьбы с немецкими захватчиками» гвардии лейтенант Сергей Стеблинский был удостоен высокого звания Героя Советского Союза с вручением ордена Ленина и медали «Золотая Звезда» за номером 2504.
Позднее по собственному желанию переведён в авиацию. В 1945 году окончил Новосибирскую военную авиационную школу лётчиков и Ивановское военное авиационное училище, в 1957 году — Военно-политическую академию имени В. И. Ленина. В 1973 году полковник С. В. Стеблинский уволен в запас. 
Вернулся в Нальчик, где работал парторгом Нальчикского завода полупроводниковых приборов. Позднее активно занимался общественной деятельностью, входил в республиканский Совет ветеранов. Скончался 22 декабря 2004 года (был последним Героем Советского Союза, жившим в Кабардино-Балкарии).

## Награды
- Герой Советского Союза (22.02.1944)
- Орден Ленина (22.02.1944)
- Орден Отечественной войны 1-й степени (11.03.1985)
- Два ордена Красной Звезды (20.02.1943, 30.12.1956)
- Медаль «За отвагу» (26.10.1942)
- Медаль «За боевые заслуги» (5.11.1954)
- Другие медали[2]
- Почётный гражданин Нальчика.

## Память
Памятник Стеблинскому установлен в Нальчике.